# Gerhard Dammann (Mediziner)

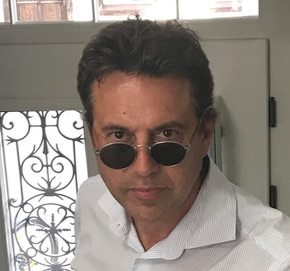
Gerhard Dammann (2018)

Gerhard Wolfgang Dammann (* 11. Dezember 1963 in Oran, Algerien; † 20. Juni 2020 in Münsterlingen, Schweiz; heimatberechtigt in Basel) war ein Schweizer Psychiater, Psychologe und Psychoanalytiker.

## Leben
Dammann studierte Medizin, Psychologie und Soziologie in Tübingen, Frankfurt am Main, Basel und Paris und schloss mit dem Staatsexamen in Medizin (Deutschland, 1990), dem Diplom in Psychologie und dem Diplom in Soziologie ab. Ab 1986 war er Mitglied der katholischen reitenden Studentenverbindung AV Guestfalia Tübingen. Von 1990 bis 2006 war er als Assistenz- und Oberarzt an den Universitätskliniken in Basel, Freiburg im Breisgau, Straßburg und am Klinikum rechts der Isar in München tätig. 1996 wurde er an der Universität Basel zum Dr. med. promoviert. Er absolvierte Weiterbildungen zum Facharzt für Psychiatrie und Psychotherapie (Bayerische Landesärztekammer, 1997), zum Facharzt für Psychosomatische Medizin und Psychotherapie (Bayer. Landesärztekammer, 2000), zum Fachpsychologen für Klinische Psychologie und für Psychotherapie (FSP), zum Psychoanalytiker (DPV/IPV) sowie zum Master of Business Administration mit Schwerpunkt Gesundheitsökonomie an der Universität Lüneburg.
Ab 2006 war er Ärztlicher Direktor der Psychiatrischen Klinik Münsterlingen und Spitaldirektor der Psychiatrischen Dienste Thurgau, die seit 2009 Akademisches Lehrkrankenhaus sind. Des Weiteren war er Lehrbeauftragter an der Medizinischen Fakultät Zürich und an der Universität St. Gallen. 2016 habilitierte er sich an der Paracelsus Medizinischen Privatuniversität in Salzburg; es wurde ihm die Lehrbefugnis für das Fachgebiet Psychiatrie und Psychotherapie erteilt. Gerhard Dammann war ab 2014 Honorarprofessor an der Staatlichen Medizinischen Universität Czernowitz (Ukraine) (gegr. 1944), mit der eine wissenschaftliche Kooperation besteht, und darüber hinaus, ab 2020, an der Bogomolets Nationalen Medizinischen Universität in Kiew (gegr. 1841). Er war Mitglied des Freud-Instituts Zürich (SGPsa/IPV) und leitete seit 2016 dessen Psychotherapiekommission und war Mitglied des Vorstands des Thurgauischen Ärztevereins Werthbühlia (gegr. 1833) und seit 2009 Lehrtherapeut und Supervisor für Übertragungsfokussierte Psychotherapie (TFP) der ISTFP. Er war Verwaltungsrat der Triaplus AG. Integrierte Psychiatrie Uri, Schwyz und Zug.
Seine Arbeitsschwerpunkte waren die Diagnostik und Psychotherapie von schweren Persönlichkeitsstörungen, insbesondere Borderline- und narzisstische Persönlichkeitsstörungen.
2018 erhielt Dammann ein Ehrendoktorat der Nationalen Medizinischen Universität Charkiw.
Er war Stiftungsratspräsident der Stiftung Schwarzwasserstelz. Mit seiner Frau sammelte er in der Sammlung Dammann Kunstwerke aus dem Bereich Art brut und Outsider Art. Dammann starb im Juni 2020 im Alter von 56 Jahren.
Der Molekularbiologe Reinhard H. Dammann (* 1965) war sein Bruder.

## Schriften (Auswahl)
Als Autor:
- Untersuchungen zur neurobiologischen Relevanz der Beta-Carboline Harman und Norharman bei Heroin- und Methadonabhängigen. 1996 (Dissertation, Universität Basel, 1996).
- Narzissten, Egomanen, Psychopathen in der Führungsetage. Fallbeispiele und Lösungswege für ein wirksames Management. Haupt, Bern/Stuttgart/Wien 2007.

Als Herausgeber:
- mit Paul L. Janssen: Psychotherapie der Borderline-Störungen. Krankheitsmodelle und Therapiepraxis – störungsspezifisch und schulenübergreifend. Thieme, Stuttgart 2001; 2. Auflage 2007.
- mit Thomas Röske und Bettina Brand-Claussen: wahnsinn sammeln. Outsider Art aus der Sammlung Dammann / collecting madness. Outsider Art from the Dammann Collection. Wunderhorn, Heidelberg 2006.
- mit Fritz Lackinger und Bernhard Wittmann: Psychodynamische Psychotherapie bei Delinquenz. Praxis der Übertragungsfokussierten Psychotherapie. Schattauer, Stuttgart 2008.
- mit Heidi Schänzle-Geiger: Alois und Auguste. Geschichten über das Vergessen – Alzheimer und Demenz. Huber, Frauenfeld 2009.
- mit Thomas Meng: Spiegelprozesse in Psychotherapie und Kunsttherapie. Das progressive therapeutische Spiegelbild – eine Methode im Dialog. Vandenhoeck & Ruprecht, Göttingen 2010.
- mit Isa Sammet und Bernhard Grimmer: Narzissmus. Theorie, Diagnostik, Therapie. Psychotherapie in Psychiatrie und Psychosomatik. Kohlhammer, Stuttgart 2012.
- mit Bernhard Grimmer und Isa Sammet: Psychotherapie in der Spätadoleszenz. Entwicklungsaufgaben, Störungen, Behandlungsformen. Kohlhammer, Stuttgart 2012.
- mit Monika Jagfeld: wahnsinn sammeln. Outsider Art aus der Sammlung Dammann, Band II / collecting madness. Outsider Art from the Dammann Collection, Volume II. B.o.s.s, Kleve 2013.
- mit Isa Sammet und Günter Schiepek: Der psychotherapeutische Prozess. Forschung für die Praxis. Kohlhammer, Stuttgart 2015.
- Phänomenologie und psychotherapeutische Psychiatrie. Kohlhammer, Stuttgart 2015.
- mit Katrin Luchsinger und André Salathé und Monika Jagfeld: Auf der Seeseite der Kunst. Werke aus der Psychiatrischen Klinik Münsterlingen, 1894–1960. Chronos, Zürich 2015.
- mit Bernhard Grimmer und Till Afflerbach: Psychoandrologie. Psychische Störungen des Mannes und ihre Behandlung. Kohlhammer, Stuttgart 2016.
- mit Isa Sammet, Peter Wiesli und Markus K. Müller: Adipositas. Interdisziplinäre Behandlung und psychosomatische Perspektive. Kohlhammer, Stuttgart 2016.
- mit Otto F. Kernberg: Schizoidie und schizoide Persönlichkeitsstörung. Psychodynamik – Diagnostik – Psychotherapie. Kohlhammer, Stuttgart 2019.
- mit Claudia Henke, Dorothea Huber und Bernhard Grimmer: Depression. Psychoanalytische Theorie – Forschung – Behandlung. Kohlhammer, Stuttgart 2019.